# Bombylius heximaculatus
Bombylius heximaculatus is een vliegensoort uit de familie van de wolzwevers (Bombyliidae). De wetenschappelijke naam van de soort is voor het eerst geldig gepubliceerd in 1975 door Johnson and Johnson.